# Phytoliriomyza pectoralis
Phytoliriomyza pectoralis este o specie de muște din genul Phytoliriomyza, familia Agromyzidae. A fost descrisă pentru prima dată de Becker în anul 1908.
Este endemică în Insulele Canare. Conform Catalogue of Life specia Phytoliriomyza pectoralis nu are subspecii cunoscute.